# ITTF World Tour 2020
Navigation
ITTF World Tour  2019 WTT 2021
L'ITTF World Tour 2020 aussi appelé ITTF Pro Tour 2020 est la 25e et dernière saison du World tour ITTF de tennis de table. En raison de la pandémie de COVID-19, seulement trois Opens ont pu être disputé. De plus l'ITTF annonce la création de sa filière commerciale et événementielle la World Table Tennis (WTT). Cette nouvelle organisation met en place un nouveau circuit international qui marque la fin de l'ancien. Le premier tournoi organisé par la WTT a lieu du 25 au 29 novembre à Macao.

## Programme
Les tournois de la saison 2020 ont été divisés en deux catégories : World Tour Platinum et World Tour. Les tournois du World Tour Platinium offrent des gains et un nombre de points plus importants pour le classement final du World Tour ITTF, qui détermine les qualifiés pour la Grande Finale du Pro Tour ITTF en décembre. En raison de la pandémie du COVID 19, la plupart des tournois furent annulés et la grande finale fut remplacé par les finales ITTF 2020.
Ci-dessous se trouve le programme des tournois de la saison 2020, tel qu'arrêté par la Fédération internationale de tennis de table :
Légende
| World Tour          |
| World Tour Platinum |
| Grande Finale       |

| No. | Date                 | Tournoi                    | Ville                         | Gain (USD)                    | Ref. |
| --- | -------------------- | -------------------------- | ----------------------------- | ----------------------------- | ---- |
| 1   | 28 janvier–2 février | Open d'Allemagne           | Magdebourg                    | 270.000                       |      |
| 2   | 18–23 février        | Open de Hongrie            | Budapest                      | 170.000                       |      |
| 3   | 3–8 mars             | Open du Qatar              | Doha                          | 400.000                       |      |
| 4   | 21–26 avril          | Open du Japon              | Kitakyushu                    | Annulé                        |      |
| 5   | 5–10 mai             | Open de Hong Kong          | Hong Kong                     | Annulé                        |      |
| 6   | 12–17 mai            | Open de Chine              | Shenzhen                      | Annulé                        |      |
| 7   | 16–21 juin           | Open de Corée              | Busan                         | Annulé                        |      |
| 8   | 23–28 juin           | Open d'Australie           | Geelong                       | Annulé                        |      |
| 9   | 25–30 août           | Open de République Tchèque | Olomouc                       | Annulé                        |      |
| 10  | 1–6 septembre        | Open de Bulgarie           | Panagyurichté                 | Annulé                        |      |
| 11  | 3–8 novembre         | Open de Suède              | Stockholm                     | Annulé                        |      |
| 12  | 10–15 novembre       | Open d'Autriche            | Linz                          | Annulé                        |      |
| 13  | 10–13 décembre       | Grande Finale              | remplacé par les Finales ITTF | remplacé par les Finales ITTF |      |

## Palmarès
| No.     | Tournoi                           | Lieu       | Date          | Messieurs         | Messieurs                       | Dames       | Dames                      | Double mixte                | Dotation  |
| No.     | Tournoi                           | Lieu       | Date          | Simple            | Double                          | Simple      | Double                     | Double mixte                | Dotation  |
| ------- | --------------------------------- | ---------- | ------------- | ----------------- | ------------------------------- | ----------- | -------------------------- | --------------------------- | --------- |
| 1 (de)  | Open d'Allemagne                  | Magdebourg | 28.1.–2.2.    | Xu Xin            | Cho Dae-seong Jang Woo-jin      | Chen Meng   | Chen Meng Wang Manyu       | Xu Xin Liu Shiwen           | $ 270.000 |
| 2 (de)  | Open de Hongrie                   | Budapest   | 18.2.–23.2.   | Tomokazu Harimoto | Benedikt Duda Patrick Franziska | Mima Itō    | Miu Hirano Kasumi Ishikawa | Wong Chun Ting Doo Hoi Kem  | $ 170.000 |
| 3 (de)  | Open du Qatar                     | Doha       | 3.3.–8.3.     | Fan Zhendong      | Ma Long Xu Xin                  | Chen Meng   | Wang Manyu Zhu Yuling      | Jun Mizutani Japon Mima Itō | $ 400.000 |
| - (de)  | Coupe du monde de tennis de table | Weihai     | 8.11.–15.11.  | Fan Zhendong      | –                               | Chen Meng   | –                          | –                           | $ 500.000 |
| 13 (de) | ITTF Finals                       | Zhengzhou  | 19.11.–22.11. | Ma Long           | –                               | Chen Meng   | –                          | –                           | $ 500.000 |
| -       | WTT Macao                         | Macao      | 25.11.–29.11. | Ma Long           | –                               | Sun Yingsha | –                          | –                           | $ 800.000 |

## Résultats
| Finales Open ITTF    | Finales Open ITTF                                                                       | Finales Open ITTF                                     | Finales Open ITTF                   |
| Date                 | Tournoi                                                                                 | Vainqueurs                                            | Finalistes                          |
| -------------------- | --------------------------------------------------------------------------------------- | ----------------------------------------------------- | ----------------------------------- |
| 28 janvier–2 février | Open d'Allemagne - Ville: Magdebourg - Catégorie: World Tour Platinum - Gain: 270.000 $ | Xu Xin                                                | Ma Long                             |
| 28 janvier–2 février | Open d'Allemagne - Ville: Magdebourg - Catégorie: World Tour Platinum - Gain: 270.000 $ | Score: 4-0 (15-13, 11-8, 11-7, 11-5)                  |                                     |
| 28 janvier–2 février | Open d'Allemagne - Ville: Magdebourg - Catégorie: World Tour Platinum - Gain: 270.000 $ | Chen Meng                                             | Ding Ning                           |
| 28 janvier–2 février | Open d'Allemagne - Ville: Magdebourg - Catégorie: World Tour Platinum - Gain: 270.000 $ | Score: 4-1 (3-11, 11-1, 11-7, 11-3, 11-1)             |                                     |
| 28 janvier–2 février | Open d'Allemagne - Ville: Magdebourg - Catégorie: World Tour Platinum - Gain: 270.000 $ | Jang Woo-jin Cho Dae-seong                            | Ma Long Lin Gaoyuan                 |
| 28 janvier–2 février | Open d'Allemagne - Ville: Magdebourg - Catégorie: World Tour Platinum - Gain: 270.000 $ | Score: 3-2 (10-12, 15-13, 12-14, 14-12, 11-6)         |                                     |
| 28 janvier–2 février | Open d'Allemagne - Ville: Magdebourg - Catégorie: World Tour Platinum - Gain: 270.000 $ | Chen Meng Wang Manyu                                  | Miu Hirano Kasumi Ishikawa          |
| 28 janvier–2 février | Open d'Allemagne - Ville: Magdebourg - Catégorie: World Tour Platinum - Gain: 270.000 $ | Score: 3-1 (11-7, 8-11, 11-7, 11-8)                   |                                     |
| 28 janvier–2 février | Open d'Allemagne - Ville: Magdebourg - Catégorie: World Tour Platinum - Gain: 270.000 $ | Xu Xin Liu Shiwen                                     | Jun Mizutani Mima Ito               |
| 28 janvier–2 février | Open d'Allemagne - Ville: Magdebourg - Catégorie: World Tour Platinum - Gain: 270.000 $ | Score: 3–1 (12–10, 13–11, 7–11, 11–7)                 |                                     |
| 18–23 février        | Open de Hongrie - Ville: Budapest - Catégorie: World Tour - Gain: 170.000 $             | Tomokazu Harimoto                                     | Yukiya Uda                          |
| 18–23 février        | Open de Hongrie - Ville: Budapest - Catégorie: World Tour - Gain: 170.000 $             | Score: 4–1 (7-11, 11–8, 11–2, 11–6, 11–9)             |                                     |
| 18–23 février        | Open de Hongrie - Ville: Budapest - Catégorie: World Tour - Gain: 170.000 $             | Mima Ito                                              | Chen I-ching                        |
| 18–23 février        | Open de Hongrie - Ville: Budapest - Catégorie: World Tour - Gain: 170.000 $             | Score: 4–3 (11–7, 1–11, 11–6, 7–11, 2–11, 11–9, 11–7) |                                     |
| 18–23 février        | Open de Hongrie - Ville: Budapest - Catégorie: World Tour - Gain: 170.000 $             | Patrick Franziska Benedikt Duda                       | Sharath Kamal Sathiyan Gnanasekaran |
| 18–23 février        | Open de Hongrie - Ville: Budapest - Catégorie: World Tour - Gain: 170.000 $             | Score: 3–1 (11–5, 11–9, 8–11, 11–9)                   |                                     |
| 18–23 février        | Open de Hongrie - Ville: Budapest - Catégorie: World Tour - Gain: 170.000 $             | Miu Hirano Kasumi Ishikawa                            | Doo Hoi Kem Lee Ho Ching            |
| 18–23 février        | Open de Hongrie - Ville: Budapest - Catégorie: World Tour - Gain: 170.000 $             | Score: 3–0 (11–6, 11–9, 12–10)                        |                                     |
| 18–23 février        | Open de Hongrie - Ville: Budapest - Catégorie: World Tour - Gain: 170.000 $             | Wong Chun Ting Lee Ho Ching                           | Patrick Franziska Petrissa Solja    |
| 18–23 février        | Open de Hongrie - Ville: Budapest - Catégorie: World Tour - Gain: 170.000 $             | Score: 3–2 (11–6, 6–11, 11–9, 7–11, 11–9)             |                                     |
| 3–8 mars             | Open du Qatar - Ville: Doha - Catégorie: World Tour Platinum - Gain: 400.000 $          | Fan Zhendong                                          | Liam Pitchford                      |
| 3–8 mars             | Open du Qatar - Ville: Doha - Catégorie: World Tour Platinum - Gain: 400.000 $          | Score: 4–2 (11–9, 11–7, 8–11, 11–4, 6–11, 11–7)       |                                     |
| 3–8 mars             | Open du Qatar - Ville: Doha - Catégorie: World Tour Platinum - Gain: 400.000 $          | Chen Meng                                             | Mima Ito                            |
| 3–8 mars             | Open du Qatar - Ville: Doha - Catégorie: World Tour Platinum - Gain: 400.000 $          | Score: 4–1 (3–11,11–7, 11–9, 11–7, 11–7)              |                                     |
| 3–8 mars             | Open du Qatar - Ville: Doha - Catégorie: World Tour Platinum - Gain: 400.000 $          | Ma Long Xu Xin                                        | Liam Pitchford Paul Drinkhall       |
| 3–8 mars             | Open du Qatar - Ville: Doha - Catégorie: World Tour Platinum - Gain: 400.000 $          | Score: 3–1 (11–8, 8–11, 11–1, 11–6)                   |                                     |
| 3–8 mars             | Open du Qatar - Ville: Doha - Catégorie: World Tour Platinum - Gain: 400.000 $          | Zhu Yuling Wang Manyu                                 | Miyuu Kihara Miyu Nagasaki          |
| 3–8 mars             | Open du Qatar - Ville: Doha - Catégorie: World Tour Platinum - Gain: 400.000 $          | Score: 3–1 (11–4, 7–11, 11–8, 11–9)                   |                                     |
| 3–8 mars             | Open du Qatar - Ville: Doha - Catégorie: World Tour Platinum - Gain: 400.000 $          | Jun Mizutani Mima Ito                                 | Wang Chuqin Sun Yingsha             |
| 3–8 mars             | Open du Qatar - Ville: Doha - Catégorie: World Tour Platinum - Gain: 400.000 $          | Score: 3–1 (11–8, 7–11, 11–4, 15–13)                  |                                     |
| 19–22 novembre       | Finales ITTF 2020 - Ville: Zhengzhou - Catégorie:Finales - Gain: 500.000 $              | Ma Long                                               | Fan Zhendong                        |
| 19–22 novembre       | Finales ITTF 2020 - Ville: Zhengzhou - Catégorie:Finales - Gain: 500.000 $              | Score: 4–1 (13-11, 11–7, 12–10, 9–11, 11–8)           |                                     |
| 19–22 novembre       | Finales ITTF 2020 - Ville: Zhengzhou - Catégorie:Finales - Gain: 500.000 $              | Chen Meng                                             | Wang Manyu                          |
| 19–22 novembre       | Finales ITTF 2020 - Ville: Zhengzhou - Catégorie:Finales - Gain: 500.000 $              | Score: 4–1 (11–9, 11–13, 14–12, 11–8, 11–5)           |                                     |
| 25–29 novembre       | WTT Macao - Ville: Macao - Catégorie:WTT - Gain: 800.000 $                              | Ma Long                                               | Wang Chuqin                         |
| 25–29 novembre       | WTT Macao - Ville: Macao - Catégorie:WTT - Gain: 800.000 $                              | Score: 5–1 (11–5, 11–9, 11–4, 11–5, 10,11, 11–8)      |                                     |
| 25–29 novembre       | WTT Macao - Ville: Macao - Catégorie:WTT - Gain: 800.000 $                              | Sun Yingsha                                           | Chen Xingtong                       |
| 25–29 novembre       | WTT Macao - Ville: Macao - Catégorie:WTT - Gain: 800.000 $                              | Score: 5–1 (11-10, 11–8, 11–6, 9–11, 11–6, 11-4)      |                                     |

## Grande Finale
La grande finale (Bank of Communications 2020 ITTF Finals) a lieu du 19 au 22 novembre 2020 à Zhengzhou.
| Event            | Or        | Argent       | Bronze       |
| ---------------- | --------- | ------------ | ------------ |
| Simple messieurs | Ma Long   | Fan Zhendong | Jang Woo-jin |
| Simple messieurs | Ma Long   | Fan Zhendong | Xu Xin       |
| Simple dames     | Chen Meng | Wang Manyu   | Sun Yingsha  |
| Simple dames     | Chen Meng | Wang Manyu   | Mima Ito     |

## Challenge Series
Trois tournois devaient avoir lieu en Asie, huit en Europe, un en Amérique et un en Afrique.
- Challenge Plus
- Challenge

| N° | Lieu                             | Date          | Vainqueurs Messieurs | Vainqueurs Messieurs                  | Vainqueurs Messieurs | Vainqueurs Dames | Vainqueurs Dames             | Vainqueurs Dames | Vainqueurs Mixte               | Dotation |
| N° | Lieu                             | Date          | Simple               | Double                                | U-21                 | Simple           | Double                       | U-21             | Vainqueurs Mixte               | Dotation |
| -- | -------------------------------- | ------------- | -------------------- | ------------------------------------- | -------------------- | ---------------- | ---------------------------- | ---------------- | ------------------------------ | -------- |
| 1  | Open d'Espagne, Grenade          | 4.2.–8.2.     | Kirill Gerassimenko  | Nima Alamian Noshad Alamian           | Rareș Șipoș          | Honoka Hashimoto | Satsuki Odo Saki Shibata     | Maki Shiomi      | –                              | $ 40.000 |
| 2  | Open du Portugal, Lisbonne       | 12.2.–16.2.   | Dang Qiu             | Diogo Carvalho João Geraldo           | Vladimir Sidorenko   | Kasumi Ishikawa  | Satsuki Odo Saki Shibata     | Maki Shiomi      | Emmanuel Lebesson Jia Nan Yuan | $ 70.000 |
| 3  | Open d'Oman, Mascate             | 11.3.–15.3.   | Sharath Kamal        | Aleksandar Karakašević Ľubomír Pištej | Jeet Chandra         | Hitomi Satō      | Honoka Hashimoto Hitomi Satō | Maki Shiomi      | Tristan Flore Laura Gasnier    | $ 70.000 |
| 4  | Pologne Gliwice (annulé)         | 11.3.–15.3.   | –                    | –                                     | –                    | –                | –                            | –                | –                              | –        |
| 5  | Italie Riccione (annulé)         | 1.4.–5.4.     | –                    | –                                     | –                    | –                | –                            | –                | –                              | –        |
| 6  | Slovénie Otočec (annulé)         | 22.4.–26.4.   | –                    | –                                     | –                    | –                | –                            | –                | –                              | –        |
| 7  | Croatie Zagreb (annulé)          | 28.4.–2.5.    | –                    | –                                     | –                    | –                | –                            | –                | –                              | –        |
| 8  | Thaïlande Bangkok (annulé)       | 29.4.–3.5.    | –                    | –                                     | –                    | –                | –                            | –                | –                              | –        |
| 9  | Biélorussie Minsk (annulé)       | 3.6.–7.6.     | –                    | –                                     | –                    | –                | –                            | –                | –                              | –        |
| 10 | Nigeria Lagos (annulé)           | 18.8.–22.8.   | –                    | –                                     | –                    | –                | –                            | –                | –                              | –        |
| 11 | Corée du Nord Pjöngjang (annulé) | 9.9.–13.9.    | –                    | –                                     | –                    | –                | –                            | –                | –                              | –        |
| 12 | Belgique De Haan (annulé)        | 27.10.–31.10. | –                    | –                                     | –                    | –                | –                            | –                | –                              | –        |
| 13 | Canada Vancouver (annulé)        | 1.12.–5.12.   | –                    | –                                     | –                    | –                | –                            | –                | –                              | –        |